# Linas Kvedaravičius
Linas Kvedaravičius (* 8. Juli 1967 in Vilnius) ist ein litauischer liberaler Politiker, von 2015 bis 2019 Vizebürgermeister der Stadtgemeinde Vilnius.

## Leben
Nach dem Abitur an der 40. Mittelschule (jetzt Minties-Gymnasium) in Lazdynai absolvierte Linas Kvedaravičius 1995 das Bachelorstudium der Rechtswissenschaft an der Mykolas-Romeris-Universität in der litauischen Hauptstadt Vilnius. Danach arbeitete er als Direktor im Unternehmen UAB Pharmacels Corporation. Er war Mitglied des Executive Committee im litauischen Basketballverband (LKF), Mitglied des Executive Committee bei Nacionalinė krepšinio lyga und Mitglied der Vilnius-Arbeitsgruppe bei Vorbereitungen für die Basketball-Europameisterschaft 2011. Seit dem 22. April 2015 ist Kvedaravičius Mitglied im Stadtrat Vilnius (2019 und 2023 wiedergewählt). Von 2 15 bis 2019 war Stellvertreter des Bürgermeisters Remigijus Šimašius. Seit 2019 leitet er als Direktor das Unternehmen UAB „Sporto vystymo grupė“.
Er ist Mitglied der liberalen Partei Laisvės partija. Davor war er Mitglied der Lietuvos Respublikos liberalų sąjūdis.
Kvedaravičius ist verheiratet und lebt in Justiniškės. Mit seiner Frau Rasa Kvedaravičienė hat er die Kinder Marijus, Indrė und Lukas. 
Kvedaravičius spricht russisch und englisch.